# Copemish
Copemish es una villa ubicada en el condado de Manistee en el estado estadounidense de Míchigan. En el Censo de 2010 tenía una población de 194 habitantes y una densidad poblacional de 76,59 personas por km².

## Geografía
Copemish se encuentra ubicada en las coordenadas 44°28′54″N 85°55′30″O / 44.48167, -85.92500. Según la Oficina del Censo de los Estados Unidos, Copemish tiene una superficie total de 2.53 km², de la cual 2.42 km² corresponden a tierra firme y (4.5%) 0.11 km² es agua.

## Demografía
Según el censo de 2010, había 194 personas residiendo en Copemish. La densidad de población era de 76,59 hab./km². De los 194 habitantes, Copemish estaba compuesto por el 93.3% blancos, el 0% eran afroamericanos, el 1.55% eran amerindios, el 0% eran asiáticos, el 0% eran isleños del Pacífico, el 5.15% eran de otras razas y el 0% pertenecían a dos o más razas. Del total de la población el 13.4% eran hispanos o latinos de cualquier raza.